# IHeartRadio Music Awards de 2018
O iHeartRadio Music Awards de 2018 ocorreu em 11 de março de 2018 no The Forum, em Inglewood, Califórnia, nos Estados Unidos. A lista de indicados foi anunciada em 10 de janeiro de 2018. A cerimônia foi apresentada pelos artistas norte-americanos DJ Khaled e Hailey Baldwin. Os canais TBS, TNT e truTV formam os responsáveis pela transmissão da cerimônia nos Estados Unidos, enquanto o tapete vermelho foi transmitido ao vivo no canal da premiação no YouTube. Durante a cerimônia, ocorreu o lançamento do videoclipe da canção "Delicate" da cantora estadunidense Taylor Swift.

## Apresentações
Os seguintes artistas se apresentaram na premiação.
| Artista(s)                | Canção(ões) | Apresentado(s) por     |
| ------------------------- | --- | ---------------------- |
| Cardi B G-Eazy            | "Bartier Cardi" (Cardi B) "MotorSport" (Cardi B) "No Limit (Cardi B e G-Eazy) "Finesse" (Cardi B) "Bodak Yellow" (Cardi B) | —                      |
| Ed Sheeran                | "Perfect" | —                      |
| Camila Cabello Young Thug | "Havana" | Sarah Hyland           |
| Maroon 5                  | "Wait" | Marshmello Adam DeVine |
| Eminem Kehlani            | "Nowhere Fast" | Big Sean               |
| Bon Jovi                  | "It's My Life" You Give Love a Bad Name"                                                                                   | Shaun White            |
| Charlie Puth              | "How Long" | G-Eazy Halsey          |
| N.E.R.D.                  | "Lemon" | Hailey Baldwin         |

Notas
1. ↑  Transmitido ao vivo de Melbourne, Austrália.

## Vencedores e indicados
Os vencedores aparecem primeiro e estão destacados em negrito.
| Canção do Ano (apresentado por Jenna Dewan-Tatum e Eve) | Cantora do Ano (apresentado por Dustin Lynch e Isla Fisher) |
| --- | --- |
| - "Shape of You" – Ed Sheeran - "That's What I Like" – Bruno Mars - "Despacito" – Luis Fonsi e Daddy Yankee com part. de Justin Bieber - "Wild Thoughts" – DJ Khaled com part. de Rihanna e Bryson Tiller - "Something Just Like This" – The Chainsmokers e Coldplay | - Taylor Swift - Rihanna - Halsey - P!nk - Alessia Cara |
| Cantor do Ano | Artista Revelação (apresentado por The Chainsmokers) |
| - Ed Sheeran - Bruno Mars - Shawn Mendes - Charlie Puth - The Weeknd | - Cardi B - Niall Horan - Luke Combs - Christian Nodal - Judah & the Lion - Ozuna - Khalid |
| Melhor Duo/Grupo do Ano | Álbum do Ano (por gênero) |
| - Maroon 5 - The Chainsmokers - Imagine Dragons - Migos - Portugal. The Man | - Pop: ÷ – Ed Sheeran - Rock: One More Light – Linkin Park - Alternative Rock: Evolve – Imagine Dragons - Country: From A Room: Volume 1 – Chris Stapleton - Dance: Memories...Do Not Open – The Chainsmokers - Hip-Hop: Damn – Kendrick Lamar - R&B: American Teen – Khalid                                  |
| Melhor Colaboração (apresentado por Rita Ora e Bebe Rexha) | Artista Pop Revelação |
| - "Something Just Like This" – The Chainsmokers e Coldplay - "Despacito" – Luis Fonsi e Daddy Yankee com part. de Justin Bieber - "Don't Wanna Know" – Maroon 5 com part. de Kendrick Lamar - "Stay" – Zedd e Alessia Cara - "Wild Thoughts" – DJ Khaled com part. de Rihanna e Bryson Tiller | - Niall Horan - Camila Cabello - Logic - Julia Michaels - Liam Payne |
| Canção de Rock Alternativo do Ano | Artista de Rock Alternativo do Ano |
| - "Feel It Still" – Portugal. The Man - "Believer" – Imagine Dragons - "Thunder" – Imagine Dragons - "Walk on Water" – 30 Seconds To Mars - "Wish I Knew You" – The Revivalists | - Imagine Dragons - Cage The Elephant - Judah & the Lion - Kings of Leon - Portugal. The Man |
| Artista Revelação de Rock/Rock Alternativo | Canção de Rock do Ano |
| - Judah & the Lion - Greta Van Fleet - K.Flay - Rag'n'Bone Man - The Revivalists | - "Run" – Foo Fighters - "Go to War" – Nothing More - "Help" – Papa Roach - "Rx (Medicate)" – Theory of a Deadman - "Song #3" – Stone Sour |
| Artista de Rock do Ano | Canção Country do Ano |
| - Metallica - Foo Fighters - Highly Suspect - Papa Roach - Royal Blood | - "Body Like A Backroad" – Sam Hunt - "Dirt on My Boots" – Jon Pardi - "Hurricane" – Luke Combs - "Small Town Boy" – Dustin Lynch - "Unforgettable" – Thomas Rhett |
| Artista Country do Ano | Artista Country Revelação |
| - Thomas Rhett - Jason Aldean - Luke Bryan - Sam Hunt - Blake Shelton | - Luke Combs - Lauren Alaina - Kane Brown - Jon Pardi - Brett Young |
| Canção Dance do Ano | Artista Dance do Ano |
| - "Stay" – Zedd e Alessia Cara - "It Ain't Me" – Kygo e Selena Gomez - "No Promises" – Cheat Codes com part. de Demi Lovato - "Rockabye " – Clean Bandit e Anne-Marie com part. de Sean Paul - "Something Just Like This" – The Chainsmokers e Coldplay | - The Chainsmokers - Calvin Harris - Cheat Codes - Kygo - Zedd |
| Canção de Hip-Hop do Ano (apresentado por Sean "Diddy" Combs e King Combs) | Artista de Hip-Hop do Ano |
| - "Wild Thoughts" – DJ Khaled com part. de Rihanna e Bryson Tiller - "Bad and Boujee" – Migos com part. de Lil Uzi Vert - "Bodak Yellow" – Cardi B - "Rockstar" – Post Malone com part. de 21 Savage - "Humble" – Kendrick Lamar | - Kendrick Lamar - DJ Khaled - Drake - Future - Migos |
| Artista Revelação de Hip-Hop | Canção de R&B do Ano |
| - Cardi B - 21 Savage - GoldLink - Lil Uzi Vert - Playboy Carti | - "That's What I Like" – Bruno Mars - "B.E.D." – Jacquees - "Location" – Khalid - "Love Galore" – SZA com part. de Travis Scott - "Redbone" – Childish Gambino |
| Artista de R&B do Ano | Artista Revelação de R&B |
| - Bruno Mars - Khalid - Childish Gambino - Rihanna - The Weeknd | - Khalid - 6LACK - Kehlani - Kevin Ross - SZA |
| Canção Latina do Ano | Artista Latino do Ano |
| - '"Despacito" – Luis Fonsi e Daddy Yankee - "El Amante" – Nicky Jam - "Hey DJ" – CNCO - "Mi gente" – J Balvin com part. de Willy William - "Súbeme la Radio" – Enrique Iglesias | - Luis Fonsi - CNCO - J Balvin - Nicky Jam - Shakira |
| Artista Latino Revelação | Canção de Musica Regional Mexicana do Ano |
| - Ozuna - Abraham Mateo - Bad Bunny - Karol G - Danny Ocean | - "Adiós Amor" – Christian Nodal - "Ella Es Mi Mujer" – Banda Carnaval - "Las Ultras" – Calibre 50 - "Regresa Hermosa" – Gerardo Ortiz - "Siempre Te Voy A Querer" – Calibre 50 |
| Artista de Musica Regional Mexicana do Ano | Artista Revelação de Musica Regional Mexicana |
| - Calibre 50 - Banda Carnaval - Banda Los Recoditos - Banda Sinaloense MS de Sergio Lizarraga - Gerardo Ortiz | - Christian Nodal - Edwin Luna y La Trakalosa de Monterrey - El Fantasma - Ulices Chaidez y Sus Plebes |
| Produtor do Ano | Melhor Letra |
| - Andrew Watt - Benny Blanco - Andrew "Pop" Wansel e Warren "Oak" Felder - Steve Mac - Justin Tranter | - "Slow Hands" - Niall Horan - "Bodak Yellow" – Cardi B - "Despacito" – Luis Fonsi eDaddy Yankee - "There's Nothing Holdin' Me Back" – Shawn Mendes - "Look What You Made Me Do" – Taylor Swift - "Perfect" – Ed Sheeran                                                                                      |
| Melhor Cover | Melhores Fãs |
| - "The Chain" – Harry Styles - "All We Got" – Shawn Mendes - "Bad Liar" – HAIM - "Issues" – Niall Horan - "Lost" – Khalid - "Say You Won't Let Go" – Camila Cabello e Machine Gun Kelly - "Touch" – Ed Sheeran - "The Tribute Song" – 30 Seconds To Mars | - BTS ARMY - BTS - Arianators - Ariana Grande - Beliebers - Justin Bieber - Camilizers - Camila Cabello - EXO-L - EXO - Harmonizers - Fifth Harmony - Lovatics - Demi Lovato - Mendes Army - Shawn Mendes - Mixers - Little Mix - Selenators - Selena Gomez - Smilers - Miley Cyrus - Swifties - Taylor Swift |
| Melhor Videoclipe | Prêmio Estrela Social |
| - "Sign of the Times" - Harry Styles - "Bad Liar" - Selena Gomez - "Bodak Yellow" - Cardi B - "Despacito" - Luis Fonsi e Daddy Yankee - "I'm the One" - DJ Khaled com part. de Justin Bieber, Quavo, Chance the Rapper e Lil Wayne - "Look What You Made Me Do" - Taylor Swift - "Malibu" - Miley Cyrus - "New Rules" - Dua Lipa - "Shape of You" - Ed Sheeran - "Sorry Not Sorry" - Demi Lovato - "Swish Swish" - Katy Perry com part. de Nicki Minaj - "That's What I Like" - Bruno Mars - "There's Nothing Holdin' Me Back" - Shawn Mendes | - Anitta - Christian Collins - dodie - Andrew Huang - Conor Maynard - Gabbie Hanna - JoJo Siwa - Mariah Belgrod - Max & Harvey - RoomieOfficial |
| Melhor Boy Band | Artista Solo Revelação |
| - BTS - AJR - CNCO - In Real Life - PRETTYMUCH - The Vamps - Why Don't Me | - Louis Tomlinson - Camila Cabello - Niall Horan - Liam Payne - Harry Styles |
| Melhor Remix | Bichinho de Estimação Mais Fofo (apresentado por Paris Hilton) |
| - "Reggaetón Lento - CNCO e Little Mix - "Bon Appétit" - Katy Perry, Migos e 3LAU - "Despacito" - Luis Fonsi e Daddy Yankee com part. de Justin Bieber - "do re mi" - blackbear com part. de Gucci Mane - "Friends" - Justin Bieber e BloodPop com Julia Michaels - "Havana" - Camila Cabello e Daddy Yankee - "Homemade Dynamite" - Lorde, Khalid, Post Malone e SZA - "May I Have This Dance" - Francis & The Lights com part. de Chance The Rapper - "Mi gente" - J Balvin e Willy William com part. de Beyoncé                            | - Toulouse - Ariana Grande - Nugget - Katy Perry - Pig Pig - Miley Cyrus - Batman - Demi Lovato - Bear Rexha - Bebe Rexha - Olivia Benson - Taylor Swift |
| Canção com Mais Likes | Artista com Mais Likes |
| "Shape of You" – Ed Sheeran | Bruno Mars |
| Melhor Turnê | Gravadora do Ano |
| U2 | Republic Records |
| Prêmio Fangirls (apresentado por Laverne Cox) | Prêmio iHeartRadio Innovator (apresentado por Pharrell Williams) |
| Camila Cabello | Chance the Rapper |
| Prêmio iHeartRadio Icon (apresentado por Shaun White) | |
| Bon Jovi | |

Notas
1. ↑  Nome artístico do filho de Sean Combs, Christian Combs.